# 升華府
升華府，是明代交阯承宣布政使司下轄的一個府，原為越南胡朝黎季犛侵略占城所取之地，治所可能在今越南廣義省、廣南省境內，領升州、華州、思州、義州四州、黎江縣、都和縣、安備縣、萬安縣、具熙縣、禮悌縣、持平縣、白烏縣、義純縣、鵝杯縣、溪綿縣十一縣。旋即被占城派兵强行取回。

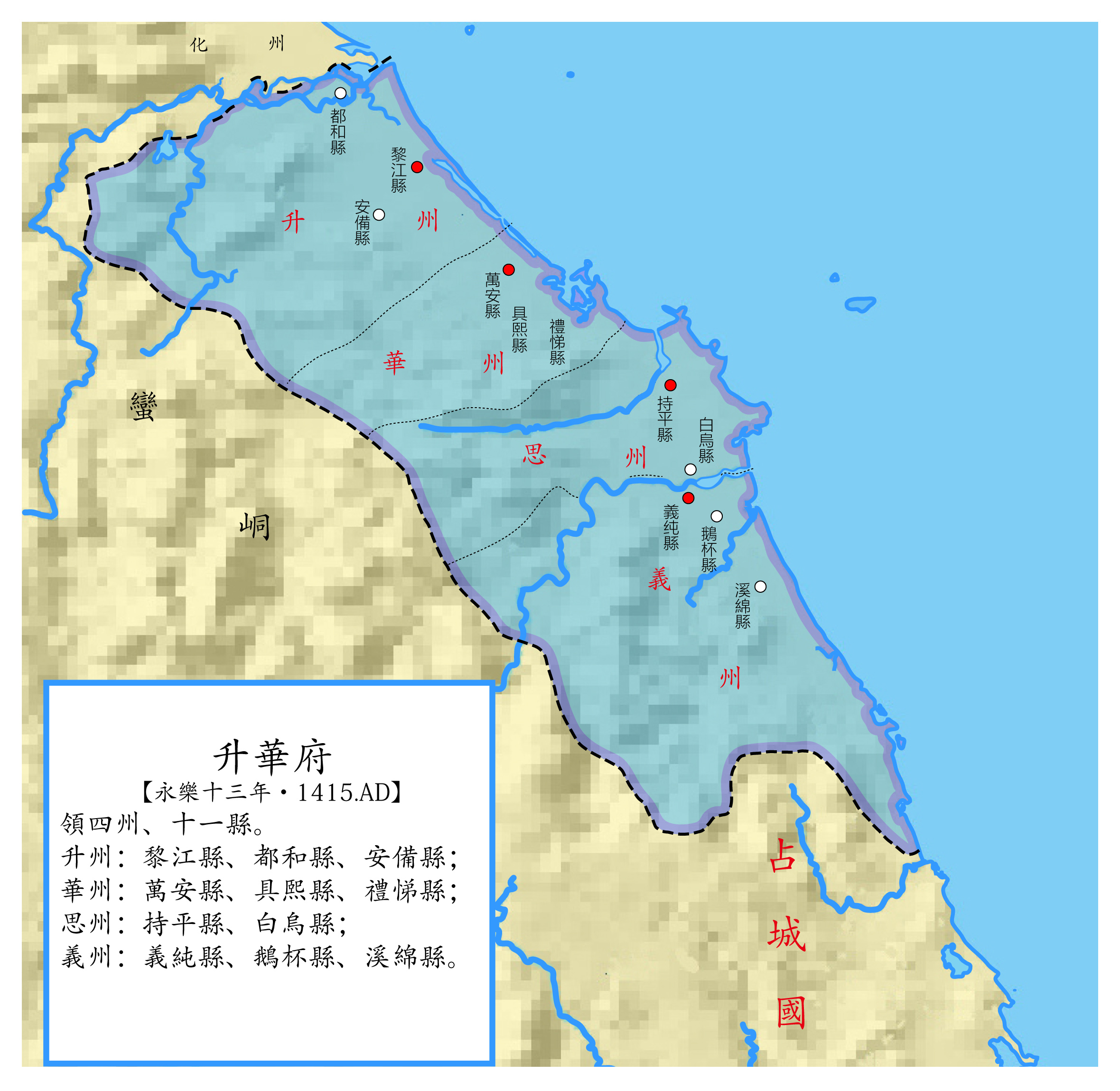
永樂十五年左右的升華府地區。

## 沿革
- 明軍滅胡朝後，永樂十二年三月庚子，沿用胡朝侵略占城所設的升、華、思、義四州，俱隸升華府，在化州以南統黎江等十一縣[4]。
- 永樂十三年夏四月壬申，定升華府四州所隸縣縣[5][6]。
- 永樂十三年十一月辛酉，占城國王占巴的賴派兵强行收回升華府所隸四州十一縣之地。兵部尚書陳洽上疏請發兵征討，永樂帝下旨譴責占城[7]。
- 永樂十五年十一月乙卯，交阯升華府知府嚴律己等奏占城侵據地方，拘制所屬官，不容理事，敕總兵官豐城侯李彬斟酌處置[8]。